# Opération Vêpres siciliennes
 (mars 2025).
Si vous disposez d'ouvrages ou d'articles de référence ou si vous connaissez des sites web de qualité traitant du thème abordé ici, merci de compléter l'article en donnant les références utiles à sa vérifiabilité et en les liant à la section « Notes et références ».
 (mars 2025).

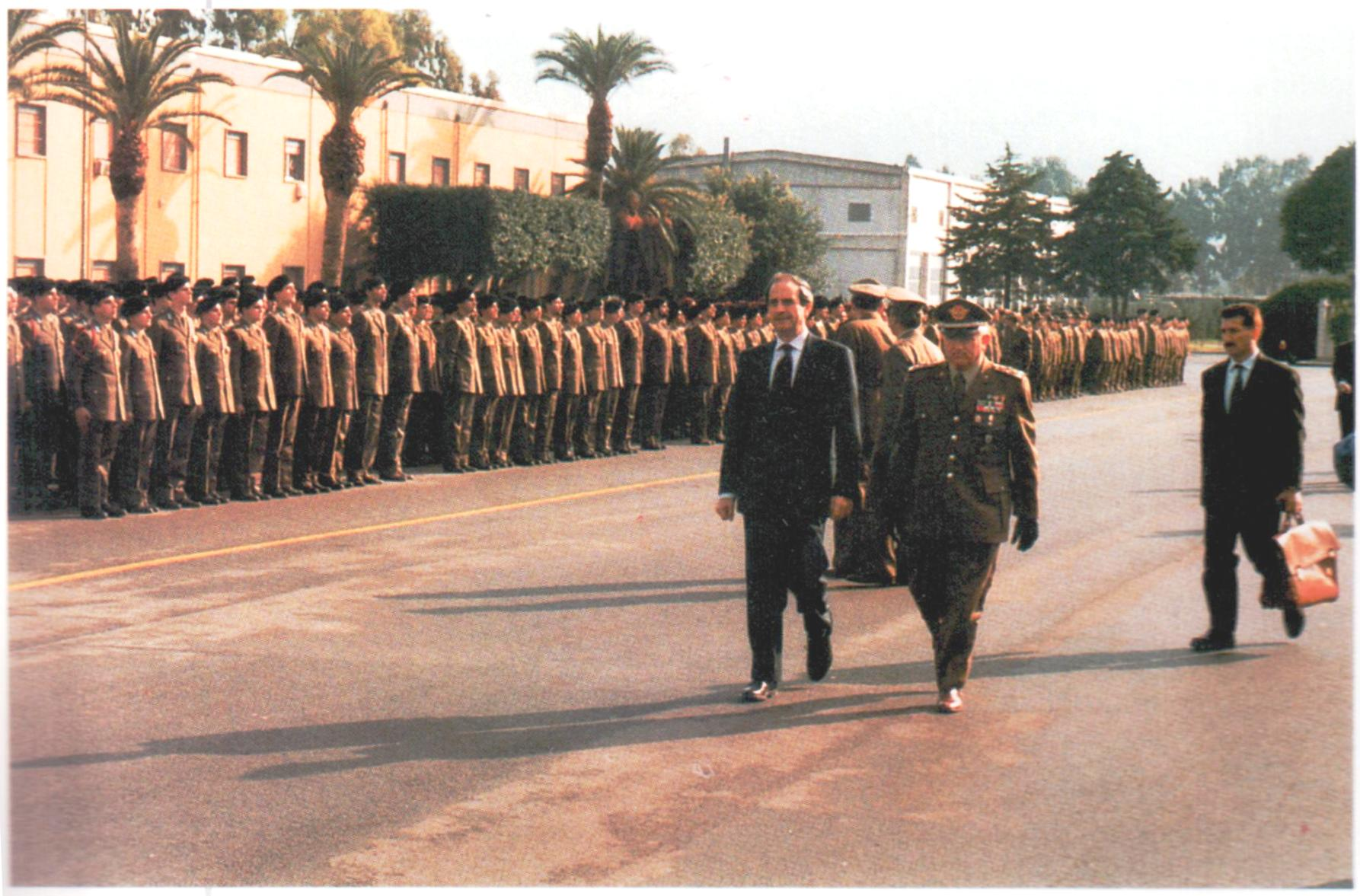
Le ministre de la défense de l'époque, Salvo Andò, passe en revue les troupes engagées dans l'opération "Vêpres siciliennes".

L’opération Vêpres siciliennes est une opération de police menée du 25 juillet 1992 au 8 juillet 1998 par les forces armées italiennes en Sicile.
La dénomination de l’opération est inspirée du nom du soulèvement populaire du XIIIe siècle appelé « Vêpres siciliennes ». Pendant l’opération, environ 150 000 militaires sont impliqués.

## Histoire

### Contexte
La présence massive de l'armée en Sicile est rendue nécessaire en soutien aux forces de police, après la série d'événements tragiques et dramatiques qui ont ensanglanté l'île en 1992, notamment celui qui a causé la mort du juge Giovanni Falcone, tué avec son escorte dans l'attentat du 23 mai, connu sous le nom de massacre de Capaci. Moins de deux mois plus tard, le 19 juillet, un autre attentat cause la mort du juge Paolo Borsellino et de son escorte (massacre de la Via d’Amelio). La Cosa nostra tua environ 25 magistrats entre 1969 et 1990. Elle fit de nombreuses autres victimes chez les policiers et carabiniers (la gendarmerie italienne).

### Développement de l'opération
Il s'agit de la première grande intervention d'ordre public effectuée par les forces armées italiennes depuis la fin de la Seconde Guerre mondiale. L'envoi de l'armée italienne a été décidé le 24 juillet 1992 par le gouvernement présidé par Giuliano Amato, avec le décret-loi Mesures urgentes pour combattre la criminalité organisée en Sicile no 349 du 25 juillet 1992 autorisant l'intervention de l'armée pour des opérations de sécurité et de contrôle du territoire et la prévention du crime organisé. Avec ce décret, le gouvernement conférait aux militaires certaines fonctions propres de la police, sans transférer le pouvoir judiciaire aux tribunaux militaires.
Pendant l’opération, l’armée a déployé 12 brigades, 39 régiments. L'aviation a été utilisée pour le contrôle territorial, effectuant 2 966 heures de vol en hélicoptère.

### Tâches conférées à l'Armée
- Transfert des membres importants de la mafia vers la prison de Palerme ;
- Protection des personnes engagées en première ligne dans la lutte contre le crime organisé (magistrats, fonctionnaires publics, dirigeants politiques et associations de lutte contre la mafia) ;
- Réseau de surveillance fixe et mobile pour la protection des cibles sensibles ;
- Perquisitions, patrouilles et rafles dans les quartiers de la ville de Palerme et contrôle du territoire ;
- Mise en place de barrages et contrôles sur les axes routiers de l’île.

### Activités opérationnelles et résultats
Les militaires ont effectué ou participé à :
- 1647 rafles ;
- 21512 activités de patrouille ;
- 39014 barrages routiers ;
- 62847 contrôles de bâtiments ;
- 665407 contrôles de véhicules ;
- 813439 contrôles d'identité ;
- 786 activités de ceinturage de cibles ;
- 1225 remises de personnes aux autorités de police ;
- 168 saisies d'armes et d'explosifs (3113 kg d’explosifs).

L'opération frappe lourdement l'activité armée et le contrôle du territoire par la Cosa nostra, ce qui contribue à l'arrestation de nombreux patrons de la mafia, notamment : Totò Riina, Raffaele et Calogero Ganci, Nitto Santapaola, Leoluca Bagarella, Giovanni Brusca, Michele Mercadante et Gaspare Spatuzza. La traque continue (avec d'autres actions policières) contre d'autres condamnés demeurés en fuite ou contre la Mafia au sens large,.